# Orchestes pilosus
Orchestes pilosus is een kever van de familie Curculionidae die in Europa voorkomt. Het werd voor het eerst beschreven door Johan Christian Fabricius in 1781. De larven zijn mineervliegen op eiken.

## Kenmerken
De mijnen zitten aan de rand van een blad, tussen twee lobben en worden van april tot juni aangetroffen op de volgende soorten; moseik (Quercus cerris), steeneik (Quercus ilex), wintereik (Quercus petraea), donzige eik (Quercus pubescens) en zomereik (Quercus robur). De mijnen van de Eikenpurpermot (Dyseriocrania subpurpurella) zijn vergelijkbaar, maar als ze volwassen zijn, zijn ze veel groter en niet zo donker, omdat het frass in O. pilosus-mijnen aan het binnenoppervlak van de mijn kleven.